# 嘉庆云南大饥荒
嘉庆云南大饥荒，是指受1815年印尼坦博拉火山爆发的影响，北半球天气包括亚洲气候严重反常而导致中国云南出现严重饥荒。

## 关于饥荒记载
此次饥荒被认为是云南近代有记载以来规模最大、最严重的一次饥荒。据云南《邓川县志》记载，嘉庆二十一年（1816年）“是岁大饥，路死枕籍”。面临灾荒，有些饥民被迫卖儿卖女以求活命，昆明诗人李于阳在《卖儿叹》中写道：“三百钱买一升粟，一升粟饱三日腹。穷民赤手钱何来，携男提女街头卖。明知卖儿难救饥，忍被鬼伯同时录……”

## 历史学家叙述
蜂群一般的乞丐堵塞了道路，向过路人哀求。大批乞丐挤满了道路，像一支军队一样。他们的目光充满绝望。用当地编年史家的话说：他们的面颊上泛着死者的苍白。